# Lothar Koenigs
Lothar Koenigs (né en 1965 à Aix-la-Chapelle, Allemagne) est un chef d'orchestre allemand.

## Biographie
Koenigs a suivi l'enseignement secondaire général au lycée Empereur-Charles (de) d'Aix-la-Chapelle, tout en étudiant le piano et la direction d'orchestre au Conservatoire de Cologne. Après ses études, il a occupé des postes à Hagen, Münster et Bonn. De 2000 à 2003, il a été Generalmusikdirektor (GMD) au Théâtre d'Osnabrück. Après Osnabrück, il a travaillé à l'Opéra national de Lyon pour monter Wozzeck (2003), un cycle Janáček comprenant Jenůfa, Katja Kabanova et L'Affaire Makropoulos (2004). En 2006 il a dirigé Lohengrin.
Koenigs a conduit pour la première fois l'orchestre de Welsh National Opera (WNO) en janvier 2005. Par la suite, il l'a dirigé en tant que chef d'orchestre invité dans des productions de Salomé et La Khovanchtchina,. En juillet 2008, l'Opéra national du pays de Galles a nommé Koenigs comme son prochain Directeur musical, à partir de la saison 2009-2010. Son contrat initial au WNO était de 5 ans. Il a fait ses débuts aux Proms le 17 juillet 2010 avec une version de concert de Die Meistersinger von Nürnberg, avec Bryn Terfel dans le rôle de Hans Sachs, pour la première interprétation complète de Die Meistersinger aux Proms.
Aux États-Unis, Koenigs a fait sa première apparition comme chef au Metropolitan Opera en décembre 2008 avec Don Giovanni.

## Source
- (en) Cet article est partiellement ou en totalité issu de l’article de Wikipédia en anglais intitulé « Lothar Koenigs » (voir la liste des auteurs).